# Nika
Nika (grč. Νίκη, Níkē) u grčkoj mitologiji božica je trijumfa i pobjede. Kći je Titana Palanta i personificirane božice Stiks. Njezin je pandan u rimskoj mitologiji Viktorija.

## Etimologija
Nikino grčko ime znači "pobjeda". Njezino se ime i danas koristi kao žensko ime, a po njoj je nazvana i tvrtka Nike.

## Karakteristike
Kao boginja ratne pobjede, prikazivana je uz Zeusa, Atenu i Aresa, a kao božica pobjede u natjecanju, prikazana je kako ovjenčava pobjednika glazbenog ili atletskog natjecanja. Bila je na Zeusovoj strani u Titanomahiji, zajedno sa svojim ocem Palantom i djedom Okeanom, a također je podržavala Zeusa kad je svrgnuo svoga oca Krona.
Može vrlo brzo trčati i letjeti, zato je portretirana s krilima. Prikazivana je kao prekrasna djevojka, a glavu bi joj je često ukrašavao pobjednički vijenac ili palmino lišće.
Spartanci su je prikazivali u lancima tako da ih ne bi nikad, kao personifikacija pobjede, napustila.
Budući da prati Aresa, u homerskoj je himni navedena kao jedna od njegovih kćeri, te je kao takva vjerojatno kćer Afrodite.

## Kult
Nika je obično štovana uz božicu Atenu s kojom je povezivana nakon grčke pobjede nad Perzijancima u Maratonskoj bitki. Katkad je i Atena prikazivana s Nikinim atributima. Prema Pauzaniju, kip božice Atene Nike koji prikazuje Niku bez krila (Nika Apteros) bio je takav da božica nikad ne napusti grad Atenu. Poznat je i kip božice koja popravlja sandalu (Nika Slancio).

## Nika sa Samotrake
Ranom helenizmu pripada i figura Nike sa Samotrake koja se čuva u Louvreu. Iako joj nedostaju ruke i glava, figura je zadržala svoj očaravajuć doživljaj. Otkrivena je 1863. godine, a autor nije poznat. Možda je bio učenik Praksitelove ili Lizipove škole, moguće da je to bio Eutihid. Povjesničari umjetnosti smatraju da je u kipu ostvarena snaga izraza, ljepota oblika i čistoća ideje odražavajući vrhunac antičke umjetnosti i utjelovljenje estetike.

## Vanjske poveznice
- Nika u klasičnoj literaturi i umjetnosti (engl.)
- Nika u grčkoj mitologiji (engl.)